# Denise Rudberg
Denise Rudberg, född 19 juni 1971 i Österåker, är en svensk författare. Hon har publicerat mer än fyrtio romaner i olika genrer: chicklit, "elegant crime" och ungdomsromaner. Flera romanserier har en samtidshistorisk bakgrund.

## Biografi

### Tidiga år och bakgrund
Denise Rudberg är dotter till reklamchefen Åke Rudberg och kontoristen Doris-Marga, född Ludi. Hennes biologiska mormor flydde från Estland till Sverige under andra världskriget. Under 1990-talet studerade Rudberg dramaturgi i New York, och hon har tidigare arbetat som nattklubbsvärdinna på Riche i Stockholm.

### Karriär
Rudberg var, tillsammans med Camilla Läckberg, programledare för litteraturprogrammet Läckberg & Rudberg. Rudberg var 2011 medverkande i Let's Dance, där hon kom sist.
2010 bytte Denise Rudberg genre från chicklit till att skriva deckare i överklassmiljö, en stil hon själv kallar "elegant crime". I serien löser den medelålders änkan och åklagarsekreteraren Marianne Jidhoff brott i överklassens salonger. År 2010 fanns planer på att de tre första skulle filmatiseras.
Denise Rudberg har själv stått som modell på alla sina bokomslag, förutom ungdomsböckerna Tillsammans och Baristas.
Den 30 juni 2021 var Rudberg sommarvärd i P1.
Rudberg är bosatt på Östermalm i Stockholm. Hon är gift och har barn.

## Författarskap
Rudberg debuterade 2000 med Väninnan och har sedan dess publicerat mer än fyrtio romaner i olika genrer. Vänskap och relationer spelar stor roll. De första titlarna är av chicklit-karaktär. Personerna är ofta ekonomiskt oberoende kvinnor som hanterar relationella eller personliga problem. 2007 publicerade Rudberg den första ungdomsromanen Tillsammans, med tre ungdomar som huvudpersoner. Den följdes av ytterligare två romaner i samma serie. I ungdomsromanserien Baristas är huvudpersonerna tre unga pojkar som är nära vänner men också har relationsproblem med flickor. 2010 publicerades den första romanen i genren "elegant crime" med åklagarsekreteraren Marianne Jidhoff som huvudperson. "Jidhoffserien" omfattar sammanlagt tolv romaner. Handlingen i romanerna utgörs av mordutredningar, och böckerna utspelar sig i överklassmiljö med exklusiva bostäder och njutningsfulla vanor.
Tillsammans med Hugo Rehnberg har Rudberg publicerat tre relationsromaner. Dessa är Inte riktigt enligt plan, En tillfällig lösning och Utan att släppa taget. 
I serien Kontrahenterna är handlingen förlagd till Stockholm under andra världskriget och har verklighetsbakgrund. Huvudpersonerna är tre kvinnor från helt olika bakgrund (estnisk flykting, lantbrukarsläkt, rik huvudstadsöverklass) men med en speciell talang för att läsa koder och tyda mönster, vilket leder till att de anställs vid enheten för signalspaning. Vänskapen dem emellan växer, och allt eftersom kriget framskrider får deras verksamhet med att tyda tysk kommunikation stor betydelse. Samtidigt ökar risken att avslöjas.
Femte kollusionen blev 2025 års vinnare av Storytel Awards.
Sviten, skriven tillsammans med Mikaela Bley, är en kriminalroman baserad på en radioföljetong.
Dancing Queen, Killer Queen och God Save the Queen utspelar sig i Stockholm under 1970-talet. Två kvinnliga poliser har huvudrollerna, varav en av dem bär likheter med författarens mor även om det inte var hennes yrke. Verkliga historiska händelser såsom "bordellhärvan" vävs in i handlingen.